# Candelaria (Valle del Cauca)
Candelaria és un municipi de Colòmbia al departament de Valle del Cauca. El municipi de Candelaria és sobre la zona sud del Valle del Cauca dins de l'Àrea Metropolitana de Cali 3° 24' 43 de latitud nord y 76° 20' 1 de longitud oest del Meridià de Greenwich. Limita al nord amb Palmira; a l'orient amb Pradera i Florida; al sud amb el Departament de Cauca i a l'occident amb Cali. El seu relleu és completament pla, sobre la fèrtil vall del riu Cauca. La totalitat del seu territori es troba en una zona càlida i és banyat pels rius Cauca, Desbaratado, Frayle i Párraga.